# Clan
|  | Per a altres significats, vegeu «Clan (desambiguació)». |

Un clan és un grup de gent unida per parentiu i llinatge, que descendeix d'un avantpassat comú. Com que els lligams basats en parentiu poden ser merament simbòlics, alguns clans comparteixen un avantpassat comú "estipulat", que es converteix en un símbol de la unitat del clan. Quan aquest avantpassat no és humà, se'l coneix com un tòtem animal. En general, el parentiu va més enllà de la relació biològica, ja que inclou l'adopció, el matrimoni i lligams genealògics imaginaris. Els clans es poden definir com a subgrups de les tribus i normalment formen grups de 7000 a 10000 persones.

## Etimologia
La paraula clan prové de la paraula gaèlica clann que significa fills o família. An Chlann Aoidh, que és el nom en gaèlic escocès del Clan Mackay, significa literalment "Els fills del foc".

## Organització dels clans
Alguns clans són patrilineals, que significa que els seus membres estan emparentats per la branca masculina, com ara els clans d'Armènia. Altres són matrilineals, els seus components estan emparentats per la branca femenina. Hi ha també clans que són bilaterals, que es componen de tots els descendents de l'avantpassat apical tant per part paterna com materna, com ara els clans d'Escòcia. A quin tipus pertany cada clan depèn de les normes i regles de parentiu de la seva societat.
Hi ha diferent cultures i situacions on la paraula clan pot adoptar el significat d'altres grups basats en famílies com tribus i bandes. Sovint, el factor distintiu és que el clan és una part menor d'una societat més gran com ara una tribu o un estat. Els exemples inclouen els clans irlandesos, escocesos, xinesos i japonesos, que existeixen com a grups de parentiu dins de les seves respectives nacions. No obstant això, algunes tribus i bandes també formen part de societats més grans. Les tribus àrabs són petits grups dins de la societat àrab i les bandes anishinaabemowin són parts més petites de la tribu ojibwa. En alguns casos, més d'una tribu reconeix al mateix clan, com ara els clans de l'os i de la rabosa que són reconeguts per les tribus Chickasaw i choctaw.
A part de totes aquestes consideracions de llinatge, l'ús col·loquial del terme genera encara més confusió. Als països ex-soviètics, per exemple, és prou habitual parlar de clans quan es fa referència a xarxes informals dintre de l'esfera política i econòmica. Aquest ús reflecteix l'assumpció de què els seus membres actuen els uns amb els altres d'una manera molt protectora tal com farien els parents. Per altra banda, els clans escandinaus, els ätter, no es poden traduir com tribus o bandes, de manera que sovint se'ls atribueix el concepte de casa o línia.
Els clans polonesos es caracteritzen per ser grups de famílies que duen el mateix escut d'armes en comptes d'invocar a un avantpassat comú. Aquest tema és objecte d'anàlisis de l'heràldica polonesa.
La majoria dels clans són exògams, lo qual vol dir que no es poden casar entre ells. Alguns clans tenen un líder oficial com pot ser un cacic, matriarca o patriarca.

## Clans per país
- Els clans Fis albanesos de les regions muntanyoses del nord del país.
- Els clans Tohm armenis de la noblesa armènia.
- Els clans aborígens australians.
- L'organització tribal xexena dels Teip i Tukkhum.
- El clan Maciboba txecoslovac.
- Els clans matrimonials i familiars xinesos.
- Els cinc gran clans Han Chinese Punti de Hong Kong: Tang, Hau, Pang, Man i Liu.
- Els clans alemans o Sippe.
- Els clans irlandesos.
- Els Maratha hindús.
- El clan Suren-Pahlav iranià.
- Els clans japonesos.
- Els clans coreans.
- Els clans mantxús.
- Els clans polonesos.
- Els clans escandinaus.
- Els clans escocesos.
- Els clans serbis.
- Els clans somalis.